# Астана
Астана́ (каз. Astana, Астана, колишні назви: Акмолинськ, Цілиноград, Акмола, Нур-Султан) — столиця Казахстану. У столиці розташовані резиденції президента й уряду, парламент, Верховний суд та інші державні установи країни. 
«Астана» казахською означає «столиця». Цю назву місто отримало 1998 року після того, як сюди було перенесено столицю з Алмати. У 2019–2022 роках місто називалося Нур-Султан, на честь колишнього президента Казахстану Нурсултана Назарбаєва..
Населення — 1234042 особи (2021; 613006 у 2009, 328341 у 1999, 281252 у 1989).

## Розташування
Місто розташоване на березі річки Ішим (притока Іртиша) у північно-центральній частині Казахстану, в Акмолинській області (до квітня 1999 року місто було центром Акмолинської області), хоча місто як столиця має особливий статус окремо від решти області. За офіційними оцінками на 2020 рік, населення в межах міста становить 1 136 008 осіб, що робить його другим за величиною містом країни після Алмати (столиці до 1997 року). Місто стало столицею Казахстану в 1997 році, відтоді виросло і економічно розвинулось в одне з найсучасніших міст Центральної Азії. 2021 року обрана однією з 10 найкращих туристичних напрямків Казахстану.
Сучасна Астана — сплановане місто, що слідує процесу інших планованих столиць. Після того, як місто стало столицею Казахстану, місто різко змінило свою форму. Генеральний план міста розроблений японським архітектором Курокава Кісьо. Як резиденція уряду Казахстану, Астана є місцем розташування Будинку парламенту, Верховного суду, Президентського палацу Акорда та численних урядових відомств. Тут розташована низка футуристичних будівель, зокрема багатьох хмарочосів.

## Адміністративний поділ

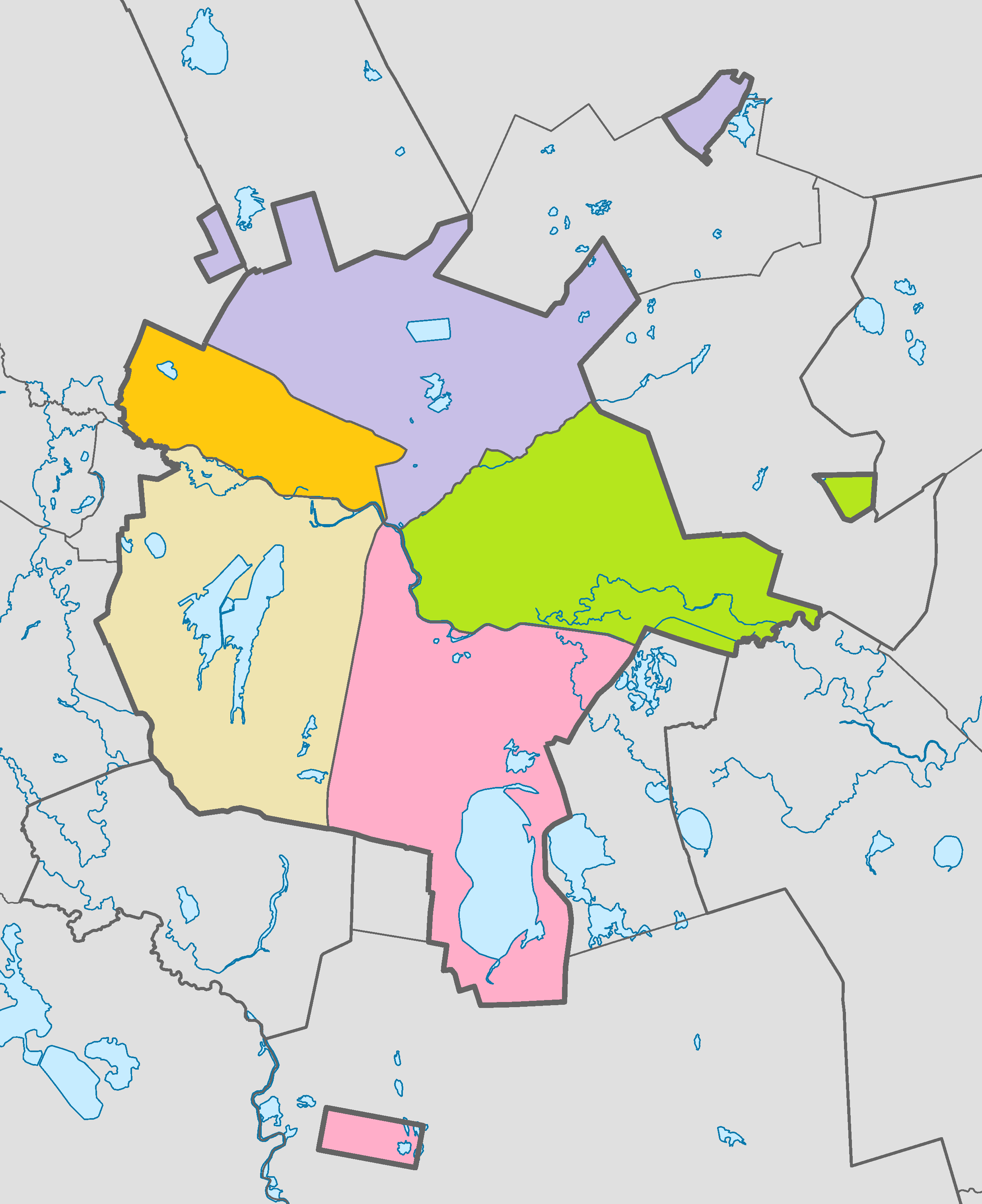
Міські райони Астани

2022 року шляхом виділення зі складу Єсільського району був утворений Нуринський район, 2024 року утворено Сарайшицький район.
| № | Міський район        | Площа  | Населення, осіб (2018) |
| - | -------------------- | ------ | ---------------------- |
| 1 | Алматинський район   | 85,18  | 307263                 |
| 2 | Байконирський район  | 181,29 | 213952                 |
| 3 | Єсільський район     | 204,31 | 203617                 |
| 4 | Нуринський район     | 189,27 | -                      |
| 5 | Сарайшицький район   | 69,53  | -                      |
| 6 | Сариаркинський район | 67,75  | 323134                 |

## Назва
- 1824—1832: Ак-Мола
- 1832—1961: Акмолінськ
- 1961—1992: Цілиноград
- 1992—1998: Акмола
- 1998—2019: Астана каз. «Столичне місто»
- 2019—2022: Нур-Султан (на честь Нурсултана Назарбаєва)[20][21]
- з 2022: Астана[22].

## Історія
- 1824 — засновано козацький форпост Ак-Мола («Біла могила») (із 1830 року — фортеця)
- 1832 — Ак-Мола перейменована на Акмолінськ
- XIX століття — будучи розташованим на старому караванному шляху із Середньої Азії в Західний Сибір, Акмолінськ мав велике торгове значення, головним чином у торгівлі худобою
- 14 жовтня 1939 — місто стає центром Акмолінської області Казахської РСР
- 26 грудня 1960 — Акмолінська область скасована
- 1961 — Акмолінськ перейменований на Цілиноград
- 24 квітня 1961 — Цілиноград стає центром Цілиноградської області Казахської РСР
- 1992 — Цілиноград перейменований на Акмолу, Цілиноградська область — на Акмолинську
- 10 грудня 1997 — Акмола стає столицею Казахстану
- 1998 — Акмола, з огляду на не дуже милозвучну назву («Біла могила»), перейменована на Астану, місто отримує спеціальний статус
- 22 квітня 1999 — столицю Акмолинської області перенесено з Астани до Кокшетау.

Офіційно вважається, що столицями за всю історію Казахстану були такі міста: Суяб, Баласагун, Койлик, Яникент, Сигнак, Туркестан, Ташкент, Оренбург, Кизилорда, Алмати і Астана. Найдовше столицею казахських ханств було місто Ташкент — 200 років.
У радянський період столицями Казахстану були Оренбург (до 1925 року), Кзил-Орда (1926), Алма-Ата (з 1929). У 1997 році столиця перенесена до Акмоли (нинішня назва Астана).

## Географія

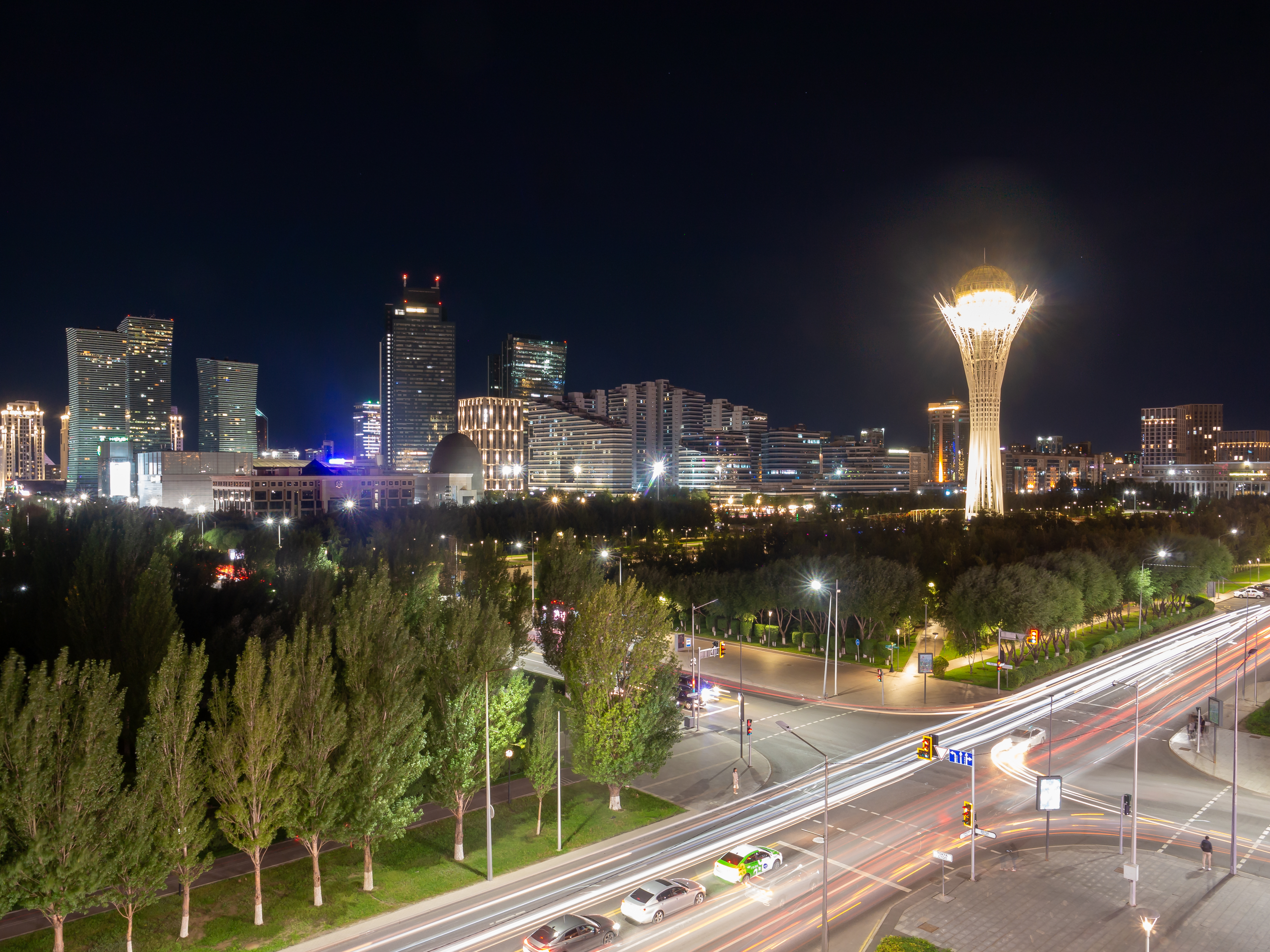
Центр Астани

### Клімат
Астана вважається другою найхолоднішою столицею в світі після Улан-Батора; для неї характерний континентальний клімат. Через відсутність географічних бар'єрів холодне повітря з північного Сибіру легко досягає Центрального Казахстану взимку. Середня зимова температура становить близько −15 °C з рідкісними нічними морозами до −40 °C. Абсолютний мінімум температури становить −51,6 °C. Навпаки, пікові температури влітку понад 35 °C є звичними.
| Клімат Нур-Султана | Клімат Нур-Султана | Клімат Нур-Султана | Клімат Нур-Султана | Клімат Нур-Султана | Клімат Нур-Султана | Клімат Нур-Султана | Клімат Нур-Султана | Клімат Нур-Султана | Клімат Нур-Султана | Клімат Нур-Султана | Клімат Нур-Султана | Клімат Нур-Султана | Клімат Нур-Султана |
| Показник | Січ.               | Лют.               | Бер.               | Квіт.              | Трав.              | Черв.              | Лип.               | Серп.              | Вер.               | Жовт.              | Лист.              | Груд.              | Рік                |
| Абсолютний максимум, °C | 3,4                | 4,8                | 22,1               | 29,7               | 35,7               | 40,1               | 41,6               | 38,7               | 36,2               | 26,7               | 18,5               | 4,5                | 41,6               |
| Середній максимум, °C | −9,9               | −9,2               | −2,5               | 10,9               | 20,2               | 25,8               | 26,8               | 25,2               | 18,8               | 10,0               | −1,4               | −8                 | 8,9                |
| Середня температура, °C | −14,2              | −14,1              | −7,1               | 5,2                | 13,9               | 19,5               | 20,8               | 18,8               | 12,3               | 4,6                | −5,4               | −12,1              | 3,5                |
| Середній мінімум, °C | −18,3              | −18,5              | −11,5              | 0,2                | 7,9                | 13,2               | 15,0               | 12,8               | 6,6                | 0,2                | −8,9               | −16,1              | −1,5               |
| Абсолютний мінімум, °C | −51,6              | −48,9              | −38                | −27,7              | −10,8              | −1,5               | 2,3                | −2,2               | −8,2               | −25,3              | −39,2              | −43,5              | −51,6              |
| Норма опадів, мм | 16                 | 15                 | 18                 | 21                 | 35                 | 37                 | 50                 | 29                 | 22                 | 27                 | 28                 | 22                 | 320                |
| Вологість повітря, % | 81                 | 81                 | 82                 | 71                 | 56                 | 55                 | 58                 | 60                 | 63                 | 73                 | 82                 | 83                 | 70.4               |
| --- | ------------------ | ------------------ | ------------------ | ------------------ | ------------------ | ------------------ | ------------------ | ------------------ | ------------------ | ------------------ | ------------------ | ------------------ | ------------------ |
| Джерело: Погода и климат в Астане (рос.). «Погода и Климат». Архів оригіналу за 20 травня 2013. Процитовано 17 травня 2013. |                    |                    |                    |                    |                    |                    |                    |                    |                    |                    |                    |                    |                    |

## Економіка
Сьогодні Астана — великий економічний центр Казахстану. Великий вплив на економічний розвиток міста зробила залізниця на Картали, побудована у 1931—1936 роках.
В Астані знаходиться найбільший у Казахстані завод сільськогосподарських машин — ВО «Акмоласільмаш», а також завод «Казахсільмаш», який спеціалізується на виготовленні сільськогосподарських машин для районів, які піддаються вітровій ерозії.
Заводи: «Металіст», насосний, чавуноливарний, вагоноремонтний та інші підприємства машинобудування та металообробки; хімічний, маслозавод, м'ясокомбінат, молочний комбінат, лісопильний, цегельний; підприємства легкої промисловості. Виробництво будматеріалів.
Поблизу Астани знаходяться кам'яновугільні шахти.

## Транспорт

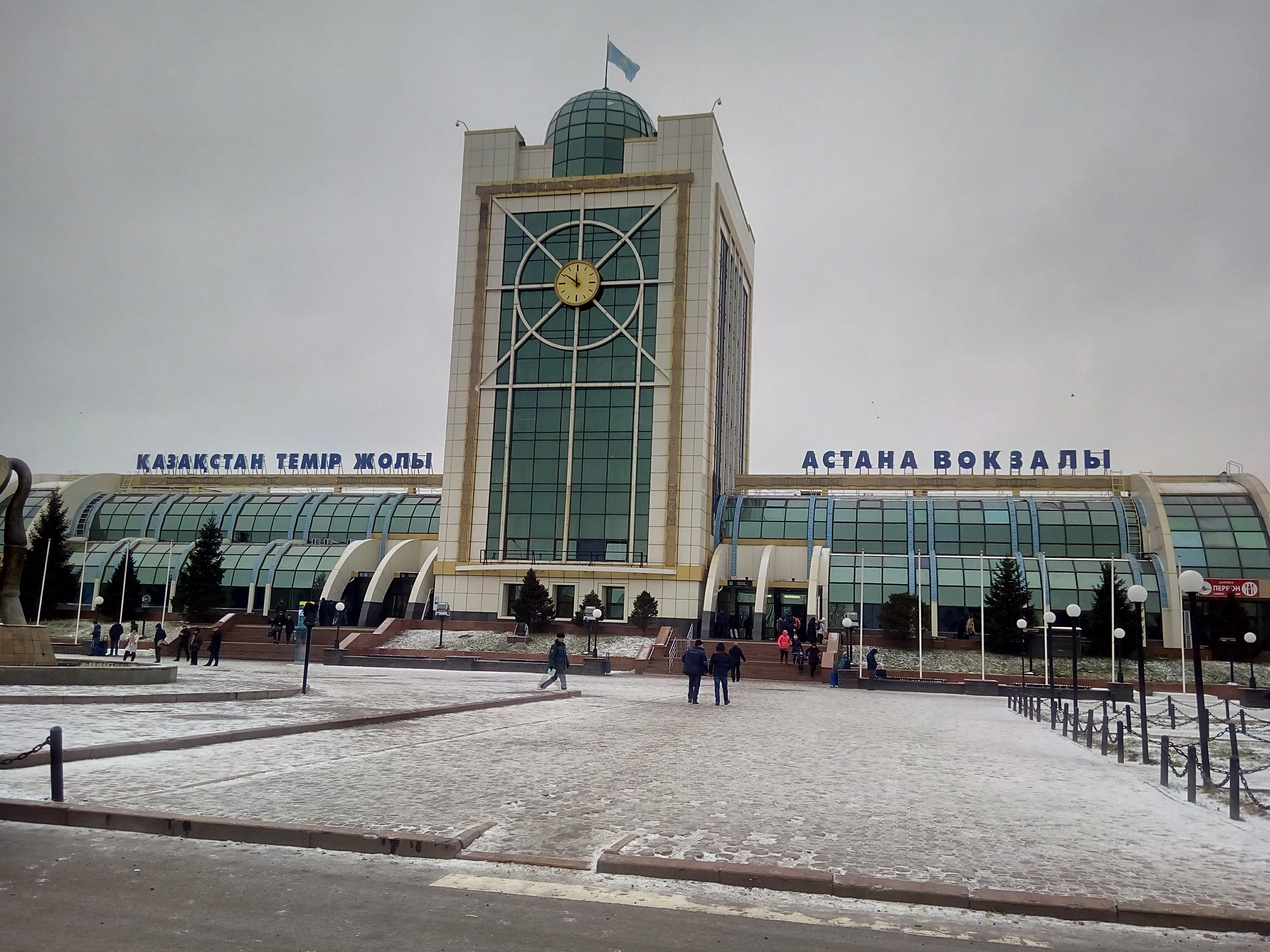
Залізничний вокзал

Вузол залізничних ліній Магнітогорськ — Картали — Нур-Султан — Павлодар — Барнаул та Петропавловськ — Нур-Султан — Караганда — Балхаш. У місті розташоване головне управління Цілинної залізниці.
Вузол автомобільних шляхів європейського значення:
- E125 Петропавловськ — Караганда — Алмати — Бішкек — Торугарт
- E016 Єсіль — Астана.

У місті побудований сучасний міжнародний аеропорт «Нур-Султан», який здатний приймати всі види повітряних суден. Аеропорт розташований на відстані 16 км від міста.
З 10 травня 2017 року група китайських будівельників отримала офіційний дозвіл на будівництво нової транспортної системи Астани — «Astana LRT».
«Astana LRT» при Управлінні пасажирського транспорту міста Астана реалізує проєкти в транспортній системі столиці, такі як:
- створення нової транспортної системи, яка містить мережу легкорейкового транспорту (LRT) і Інтелектуальну транспортну систему (ITS);
- модернізація транспортного комплексу;
- реалізація інноваційних проектів у транспортній галузі із застосуванням нових технологій;
- Управління транспортом та інфраструктурою.

До складу ТОВ «Астана LRT» входить три філії — Центр диспетчеризації транспорту м. Астана, Центр кваліфікації фахівців транспорту м. Астана, Служба транспортного контролю.

## Культура
Найбільші виші:
- Євразійський національний університет імені Л. Гумільова
- Медична академія
- Аграрний університет імені Сакена Сейфулліна
- 4 середніх спеціальних навчальних заклади.

Акмолинська обласна філармонія, бібліотеки.
Театри: опери та балету, обласний драматичний театр імені Максима Горького.
Музеї: історико-краєзнавчий, мистецтв.
До культурних закладів також відноситься Палац цілинників і Палац молоді.
В друкарні Астани видаються дві найбільших газети країни.
Готелі: «Окан-Інтерконтиненталь», «Комфорт-Готель», «Турист».

## Спорт
Футбольний клуб Астана, який був заснований 2009 року і виступає в Прем'єр-лізі Казахстану, є найбільш титулованою командою столиці Казахстану: команда виграла п'ять чемпіонських титулів, три Кубка Казахстану і чотири Суперкубка Казахстану. Стадіон «Астана Арена» є домашньою ареною цього клубу, національної збірної Казахстану з футболу і ФК «Байтерек» Першого дивізіону.
Кілька професійних хокейних команд базуються в Астані. «Барис», один із засновників «Континентальної хокейної ліги» в 2008 році, грає в Дивізіоні Чернишова Східної конференції КХЛ і базується на «Барис-Арені». Номад Астана і ХК Астана грають в чемпіонаті Казахстану з хокею. Щорічно в Астані проходить турнір з хокею на Кубок Президента Республіки Казахстан.
Команда Astana Pro Team, заснована 2007 року, бере участь у Світовому турі UCI. Вона є однією з найуспішніших команд останніх років у велосипедному спорті та виграла кілька Гранд-турів.

## Визначні місця
- Байтерек — монумент, головна визначна пам'ятка і символ Астани.
- Казак Єлі — монумент.
- Водно-Зелений бульвар — рекреаційна пішохідна зона з Алеєю співаючих фонтанів[29].
- Акорда — резиденція Президента Республіки Казахстан.
- Палац Незалежності — будівля, призначена для проведення дипломатичних та інших заходів міжнародного рівня; в будівлі також діє масштабний макет-план Астани з існуючими та майбутніми об'єктами.
- Палац миру і злагоди — Конгрес-хол, призначений для проведення самітів і з'їздів представників традиційних казахстанських і світових релігій.
- «Шабит» — Палац мистецтв.
- «Жастар» — Палац творчості школярів та молоді.
- «Хан Шатир» — торговий центр.
- Державний театр опери і балету «Астана-опера».

| \| \| \| Річка Ішим ввечері \| |
|                                |
| Річка Ішим ввечері             |

## Релігія
15 вересня 2013 року у столиці відбулося освячення храму Святого Обручника Йосифа. Чин освячення звершив владика Йосиф (Мілян), голова Пасторально-міграційного відділу УГКЦ.
Головні мечеті Астани:
- Мечеть Нур-Астана

- Мечеть Хазрет-Султан

## Персоналії
- Воложанінов Семен Іванович — старшина Дієвої армії УНР
- Коваль Володимир Валентинович (1967—2019) — старшина Збройних сил України, учасник російсько-української війни.
- Лук'янов Валентин Володимирович — український шаховий композитор, срібний призер чемпіонату СРСР із шахової композиції (1976).
- Масімов Карім Кажимканович — прем'єр-міністр Казахстану.

## Партнерство

### Міста-побратими
- 1994  Ізмір, Туреччина[31]
- 1996  Гданськ, Польща[32]
- 1996  Санкт-Петербург, Росія[33]
- 1996  Тбілісі, Грузія[34]
- 1998  Київ, Україна
- 1998  Рига, Латвія[35]
- 2001  Анкара, Туреччина[36]
- 2002  Варшава, Польща[37]
- 2004  Бангкок, Таїланд[38]
- 2004  Казань, Татарстан, Росія
- 2004  Маніла, Філіппіни[39]
- 2004  Сеул, Південна Корея[40]
- 2005  Амман, Йорданія[41]
- 2006  Пекін, Китай[42]
- 2009  Ханой, В'єтнам[43]
- 2010  Уфа, Башкортостан, Росія[44]
- 2011  Бішкек, Киргизія
- 2013  Оулу, Фінляндія[45]
- 2014  Ніцца, Франція[46]
- 2014  Загреб, Хорватія[47]
- 2023  Нусантара Індонезія[48]

## Панорама

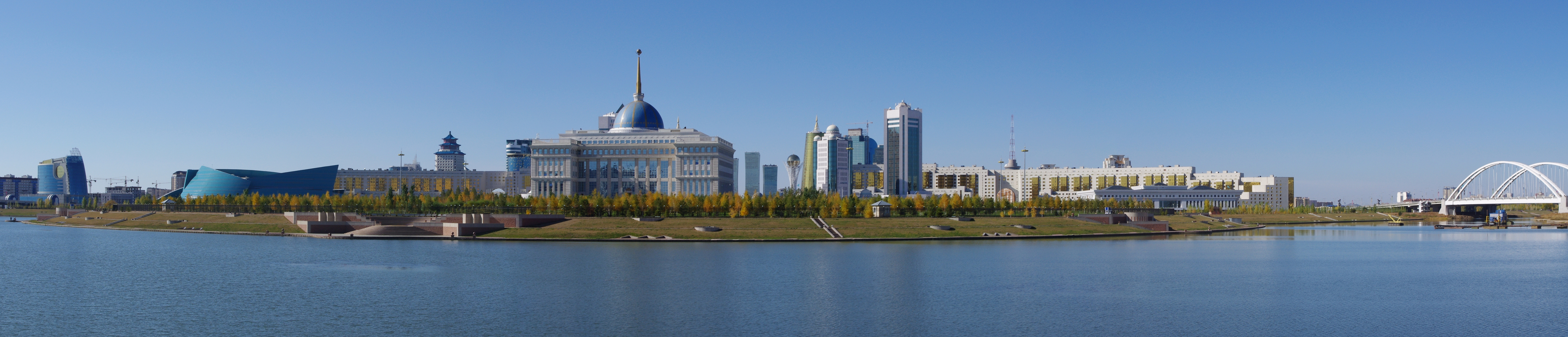
Панорама міста